# Caloptilia semiclausa
Caloptilia semiclausa là một loài bướm đêm thuộc họ Gracillariidae. Nó được tìm thấy ở Brasil.